# Conseil de la région de Bathurst
Le conseil de la région de Bathurst (en anglais : Bathurst Regional Council) est une zone d'administration locale située dans l'État de Nouvelle-Galles du Sud en Australie, dont le siège est Bathurst.

## Géographie
S'étendant sur 3 820 km2 dans la région du Centre-Ouest, le territoire est traversé par la Great Western Highway, la Mid-Western Highway, la Mitchell Highway et la Main Western Railway. Bathurst, son centre administratif, est situé à environ 200 km à l'ouest de Sydney.
Il comprend les villes de Bathurst, Kelso et Raglan, ainsi que les villages de Brewongle, Caloola, Eglinton, Georges Plains, Hill End, Meadow Flat, Peel, Perthville, Rockley, Sallys Flat, Sofala, Trunkey Creek, Vittoria et Wattle Flat.

## Histoire
Le conseil est créé le 26 mai 2004 par la fusion de la ville de Bathurst avec le comté d'Evans.

## Démographie
| 2006   | 2011   | 2016   | 2021   |
| ------ | ------ | ------ | ------ |
| 35 845 | 38 519 | 41 300 | 43 567 |

## Politique et administration

### Administration locale
Le conseil comprend neuf membres élus au scrutin proportionnel pour un mandat de quatre ans, qui à leur tour élisent le maire pour deux ans. À la suite des élections du 4 décembre 2021, le conseil est formé de neuf indépendants. Les dernières élections ont eu lieu le 14 septembre 2024.

### Liste des maires
| Période                                  | Période        | Identité      | Étiquette   | Qualité        |
| ---------------------------------------- | -------------- | ------------- | ----------- | -------------- |
| Les données manquantes sont à compléter. |                |               |             |                |
| 2013                                     | février 2017   | Gary Rush     | Indépendant | démissionnaire |
| mars 2017                                | septembre 2019 | Graeme Hanger | Indépendant |                |
| 18 septembre 2019                        | septembre 2021 | Bobby Bourke  | Indépendant |                |
| 22 septembre 2021                        | décembre 2021  | Ian North     | Indépendant |                |
| 23 décembre 2021                         | septembre 2023 | Robert Taylor | Indépendant |                |
| septembre 2023                           | octobre 2024   | Jess Jennings | Indépendant |                |
| octobre 2024                             | en fonction    | Robert Taylor | Indépendant |                |

### Circonscriptions électorales
La zone est rattachée à la circonscription de Calare pour les élections fédérales et à celle de Bathurst pour les élections à l'Assemblée législative de Nouvelle-Galles du Sud.